# The Final Journey
Albums de Aya Kamiki
Evil Älive
(2011)
The Final Journey est la 2e compilation de Aya Kamiki, et la 1re sorti sous le label Avex Trax le 7 septembre 2011 au Japon. Il arrive 69e à l'Oricon avec un total de 1 539 exemplaires vendus.

## Présentation
Elle contient des chansons de ses singles, album et mini-albums ainsi que deux chansons inédites, THE FINAL JOURNEY et Starting Another Day. Elle sort le même jour que le DVD The Final Journey -Final Edition-.

## Liste des titres
2CD (édition régulière)
| 1.  | The Final Journey (THE FINAL JOURNEY)                                    |  |
| 2.  | A constellation                                                          |  |
| 3.  | tear                                                                     |  |
| 4.  | youthful diary                                                           |  |
| 5.  | Just take my heart                                                       |  |
| 6.  | Truth needs no colors                                                    |  |
| 7.  | Whenever you're gone Today                                               |  |
| 8.  | 248 Mile                                                                 |  |
| 9.  | Itsu no Hi mo Kimi Dake I Remember you (いつの日も君だけ I Remember you) |  |
| 10. | Natsu no Aru Hi (夏のある日)                                             |  |
| 11. | It's a beautiful day                                                     |  |
| 12. | I Sing This Song For You                                                 |  |
| 13. | Satisfaction                                                             |  |

| 1.  | Revolver              |  |
| 2.  | Lost in the world     |  |
| 3.  | Aria                  |  |
| 4.  | Crash                 |  |
| 5.  | believin' your heart… |  |
| 6.  | I wish in your dreams |  |
| 7.  | Break my day          |  |
| 8.  | Fly a way             |  |
| 9.  | EvilÄlive (EVILÄLIVE) |  |
| 10. | Crossover             |  |
| 11. | I'm your side         |  |
| 12. | Are you happy now?    |  |
| 13. | Starting Another Day  |  |

2CD+DVD (édition limitée)
| 1.  | The Final Journey (THE FINAL JOURNEY)                                    |  |
| 2.  | A constellation                                                          |  |
| 3.  | tear                                                                     |  |
| 4.  | youthful diary                                                           |  |
| 5.  | Just take my heart                                                       |  |
| 6.  | Truth needs no colors                                                    |  |
| 7.  | Whenever you're gone Today                                               |  |
| 8.  | 248 Mile                                                                 |  |
| 9.  | Itsu no Hi mo Kimi Dake I Remember you (いつの日も君だけ I Remember you) |  |
| 10. | Natsu no Aru Hi (夏のある日)                                             |  |
| 11. | It's a beautiful day                                                     |  |
| 12. | I Sing This Song For You                                                 |  |
| 13. | Satisfaction                                                             |  |

| 1.  | Revolver              |  |
| 2.  | Lost in the world     |  |
| 3.  | Aria                  |  |
| 4.  | Crash                 |  |
| 5.  | believin' your heart… |  |
| 6.  | I wish in your dreams |  |
| 7.  | Break my day          |  |
| 8.  | Fly a way             |  |
| 9.  | EvilÄlive (EVILÄLIVE) |  |
| 10. | Crossover             |  |
| 11. | Infinity              |  |
| 12. | I'm your side         |  |
| 13. | Are you happy now?    |  |

| 1. | "Starting Another Day" (Recording Movie) |  |